# Rhyzobius ventralis
Espèce
Rhyzobius ventralis est une espèce d'insectes coléoptères, une coccinelle prédatrice de la cochenille de l'olivier.